# Lasiosomus enervis
Lasiosomus enervis är en insektsart som först beskrevs av Herrich-schaeffer 1835.  Lasiosomus enervis ingår i släktet Lasiosomus, och familjen fröskinnbaggar. Arten är reproducerande i Sverige.